# РНК-полімераза II

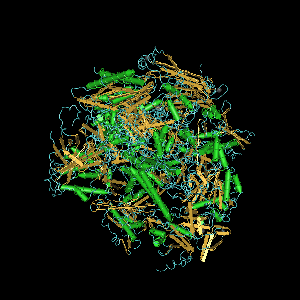
РНК-полімераза II дріжджів Saccharomyces cerevisiae; показані всі 12 субодиниць.

РНК-полімераза II (RNAP II або Pol II) — еукаріотичний ензим, що грає центральну роль у процесі транскрипції протеїн-кодуючих генів. Використовуючи геномну ДНК як шаблон, РНК-полімераза ІІ синтезує прекурсор матричної РНК (мРНК), а також більшість мяРНК та мікроРНК.
РНК-полімераза ІІ є висококонсервативним білком, чия тривимірна будова та механізм дії в головних своїх рисах не змінились від дріжджів до ссавців.
РНК-полімераза ІІ дріжджів складається з 12 субодиниць, що мають сумарну молекулярну масу 550 кДа. РНК-полімераза ІІ є найбільш вивченою РНК-полімеразою. Для ініціації транскрипції за участю РНК-полімерази ІІ необхідна велика кількість допоміжних білків, головним чином факторів транскрипції.

## Субодиниці
«Ядро» очищеної еукаріотичної РНК-полімерази ІІ (the eukaryotic core RNA polymerase II) складається з 10-12 субодиниць (12 у людини та дріжджів) та не здатне самостійно розпізнавати промоторні послідовності генів. Спосіб взаємодії різних субодиниць між собою детально вивчений.

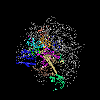
RPB1-субодиниця з доменами:
зелений — RPB1-домен 1,
синій — RPB1-домен 2
пісочний — RPB1-домен 3
блакитний — RPB1-домен 4
коричневий — RPB1-домен 6
рожевий — RPB1 CTD.

- RPB1 (ДНК-залежна РНК-полімераза субодиниця 1) — ензим, що в людському геномі кодується геном POLR2A та геном RPO21 у дріжджах. RPB1 — це найбільша субодиниця РНК-полімерази II. В поєднанні з деякими іншими субодиницями RPB1 утворює ДНК-зв'язуючий сайт полімерази — заглиблення, в якому ДНК зчитується у молекулу РНК.[8] Основними партнером по взаємодії є RPB8.[7]
  - Субодиниця RPB1 є найбільшою і містить C-кінцевий домен, що складається з великої кількості (до 52 одиниць у людини, 26 у дріжджів) семипептидних повторів Tyr1‑Ser2‑Pro3‑Thr4‑Ser5‑Pro6‑Ser7, які є критично важливими для полімеразної активності.[9] Загалом цей домен є досить еволюційно консервативним. Його модифікації, такі як фосфорилювання є важливими модифікаторами ативності полімерази. Так, при ініціації транскрипції важливим є високий рівень фосфорилювання Ser5 та низькі рівні фосфорилювання Tyr1 та Ser2, які повинні бути фосфорильовані, навпаки, для термінації транскрипції.[10]
Також C-кінцевий домен є платформою для взаємодії з багатьма іншими білками, які беруть участь у транскрипції та процесингу РНК: у кепуванні, сплайсингу, поліаденілуванні тощо[10].
- RPB2-субодиниця кодується геном POLR2B та є другою за величиною у комплексі РНК-полімерази ІІ. В поєднанні з як мінімум двома іншими субодиницями утворює структуру, яка підтримує контакт між ДНК-матрицею та новосинтезованою РНК в активному сайті полімерази.[11]
- RPB3-субодиниця кодується геном POLR2C та є третьою за величиною в комплексі. Існує у вигляді гетеродимеру із субодиницею, підтримуючи архітектуру ядра полімерази. RPB3 взаємодіє з RPB1-5, 7, 10-12.[7]
- RPB4 — четверта за величиною субодиниця, кодується геном POLR2D,[12] виконує стабілізаційні функції.
- RPB5 — кодується геном POLR2E. В РНК-полімеразі II присутні дві такі субодиниці.[13] RPB5 безпосередньо взаємодіє з RPB1, RPB3, та RPB6.[7]
- RPB6 кодується геном POLR2F — стабілізує положення комплексу на ДНК-матриці.[14]
- RPB7 — кодується геном POLR2G та ймовірно грає роль в регуляції активності полімерази.[15] RPB7 взаємодіє з RPB1 та RPB5.[7]
- RPB8 (ген POLR2H) — взаємодіє із субодиницями RPB1-3, 5, та 7.[7]
- RPB9 — заглиблення, в яке входить ДНК-матриця і де вона зчитується (транскрибується) в РНК-продукт; утворене субодиницями RPB9 (ген POLR2I) та RPB1.
- RPB10 — кодується геном POLR2L. Взаємодіє з субодиницями RPB1-3 та 5, а також сильно з RPB3.[7]
- RPB11 — у людини складається з трьох менших субодиниць: POLR2J (RPB11-a), POLR2J2 (RPB11-b), та POLR2J3[16] (RPB11-c).
- RPB12 — субодиниця взаємодіє з RPB3 та RPB12 (ген POLR2K).[7]

## Утворення
RPB3 бере участь в ассемблінгу РНК-полімерази II. Субодиниці RPB2 та RPB3 поєднуються одразу після біосинтезу складових частин полімерази. Вони в свою чергу взаємодіють з RPB1. RPB3, RPB5, та RPB7 взаємодіють самі з собою, утворюючи гомодимери, після чого RPB3 разом із RPB5 мають змогу об'єднати всі інші субодиниці, окрім RPB9. Тільки RPB1 сильно взаємодіє з RPB5. Субодиниця RPB1 контактує з RPB7, RPB10, а також деякою мірою з RPB8. Як тільки RPB1 приєднується до комплексу, інші субодиниці, такі як RPB5 та RPB7, можуть також входити до його складу; в свою чергу RPB5 приєднується до RPB6 та RPB8, а RPB3 приєднується до RPB10, RPB 11, та RPB12. RPB4 та RPB9 приєднуються на завершальній фазі ассемблінгу. RPB4 зв'язується з RPB7.

## Голоензим
Голоензим РНК-полімерази ІІ — це комплекс, що складається з власне полімерази, факторів транскрипції та інших регуляторних білків для ініціації транскрипції на промоторах протеїн-кодуючих генів.
Частина голоензиму має назву комплекс преініціації (the preinitiation complex), тому що саме цей комплекс білків утворюється перед початком транскрипції. Медіатор (the mediator complex) грає роль посередника між РНК-полімеразою ІІ та факторами транскрипції.

## Залежність від будови хроматину
Активність РНК-полімерази ІІ є опосередковано залежною від локальної структури хроматину, а саме до пост-трансляційних модифікацій гістонів.